# Лајковац (село)
Лајковац (село) је насеље у Србији у општини Лајковац у Колубарском округу. Према попису из 2022. било је 1958 становника.

## Демографија
У насељу Лајковац (село) живи 1480 пунолетних становника, а просечна старост становништва износи 36,2 година (36,1 код мушкараца и 36,4 код жена). У насељу има 583 домаћинства, а просечан број чланова по домаћинству је 3,34.
Ово насеље је великим делом насељено Србима (према попису из 2002. године), а у последња три пописа, примећен је пораст у броју становника.
|  |

| Демографија | Демографија | Демографија |
| Година      | Становника  | Становника  |
| ----------- | ----------- | ----------- |
| 1948.       | 747         |             |
| 1953.       | 1.043       |             |
| 1961.       | 967         |             |
| 1971.       | 1.099       |             |
| 1981.       | 1.464       |             |
| 1991.       | 1.859       | 1.847       |
| 2002.       | 1.950       | 2.015       |

| Етнички састав према попису из 2002.‍ | Етнички састав према попису из 2002.‍ | Етнички састав према попису из 2002.‍ | Етнички састав према попису из 2002.‍ | Етнички састав према попису из 2002.‍ |
| ------------------------------------ | ------------------------------------ | ------------------------------------ | ------------------------------------ | ------------------------------------ |
|                                      |                                      |                                      |                                      |                                      |
| Срби                                 | Срби                                 |                                      | 1.861                                | 95,43%                               |
| Роми                                 | Роми                                 |                                      | 64                                   | 3,28%                                |
| Црногорци                            | Црногорци                            |                                      | 7                                    | 0,35%                                |
| Словенци                             | Словенци                             |                                      | 1                                    | 0,05%                                |
| Руси                                 | Руси                                 |                                      | 1                                    | 0,05%                                |
| Румуни                               | Румуни                               |                                      | 1                                    | 0,05%                                |
| Македонци                            | Македонци                            |                                      | 1                                    | 0,05%                                |
| непознато                            | непознато                            |                                      | 8                                    | 0,41%                                |

| Година пописа     | 1948. | 1953. | 1961. | 1971. | 1981. | 1991. | 2002. |
| ----------------- | ----- | ----- | ----- | ----- | ----- | ----- | ----- |
| Број домаћинстава | 143   | 215   | 229   | 281   | 381   | 522   | 583   |

| Број чланова      | 1  | 2   | 3   | 4   | 5  | 6  | 7 | 8 | 9 | 10 и више | Просек |
| ----------------- | -- | --- | --- | --- | -- | -- | - | - | - | --------- | ------ |
| Број домаћинстава | 73 | 108 | 131 | 162 | 61 | 32 | 7 | 7 | 2 | 0         | 3,34   |

| Пол    | Укупно | Неожењен/Неудата | Ожењен/Удата | Удовац/Удовица | Разведен/Разведена | Непознато |
| ------ | ------ | ---------------- | ------------ | -------------- | ------------------ | --------- |
| Мушки  | 769    | 227              | 485          | 31             | 19                 | 7         |
| Женски | 791    | 168              | 492          | 105            | 26                 | 0         |
| УКУПНО | 1.560  | 395              | 977          | 136            | 45                 | 7         |

| Пол    | Укупно                    | Пољопривреда, лов и шумарство | Рибарство                            | Вађење руде и камена | Прерађивачка индустрија       |
| ------ | ------------------------- | ----------------------------- | ------------------------------------ | -------------------- | ----------------------------- |
| Мушки  | 448                       | 9                             | 0                                    | 139                  | 75                            |
| Женски | 257                       | 17                            | 0                                    | 43                   | 56                            |
| УКУПНО | 705                       | 26                            | 0                                    | 182                  | 131                           |
| Пол    | Производња и снабдевање   | Грађевинарство                | Трговина                             | Хотели и ресторани   | Саобраћај, складиштење и везе |
| Мушки  | 23                        | 42                            | 12                                   | 8                    | 55                            |
| Женски | 3                         | 6                             | 28                                   | 10                   | 15                            |
| УКУПНО | 26                        | 48                            | 40                                   | 18                   | 70                            |
| Пол    | Финансијско посредовање   | Некретнине                    | Државна управа и одбрана             | Образовање           | Здравствени и социјални рад   |
| Мушки  | 1                         | 3                             | 24                                   | 7                    | 4                             |
| Женски | 2                         | 6                             | 15                                   | 19                   | 21                            |
| УКУПНО | 3                         | 9                             | 39                                   | 26                   | 25                            |
| Пол    | Остале услужне активности | Приватна домаћинства          | Екстериторијалне организације и тела | Непознато            | Непознато                     |
| Мушки  | 9                         | 0                             | 0                                    | 37                   | 37                            |
| Женски | 9                         | 0                             | 0                                    | 7                    | 7                             |
| УКУПНО | 18                        | 0                             | 0                                    | 44                   | 44                            |